# 벤슨빌
벤슨빌(Bensonville)은 라이베리아 몽세라도 주(라이베리아의 수도 몬로비아가 위치한 주)의 주도이다. 라이베리아의 20대 대통령을 지낸 윌리엄 톨버트가 태어난 곳이기도 하며 제1차 라이베리아 내전 때 크게 파괴되었다.